# Euclidean Lands
Euclidean Lands (с англ. — «Евклидовы Земли») — это пошаговая компьютерная видеоигра-головоломка, разработанная независимым дизайнером Миро Страко. Издателем выступила студия Kunabi Brothers. Выход игры состоялся 12 марта 2017 года на iOS. Euclidean Lands совмещает в себе элементы цифровой версии настольной игры и перестановочной головоломки по подобию кубика рубика. Игрок управляет безымянным воином, он должен уничтожить всех врагов и добраться до точки финала.
Критики оставили восторженные оценки Euclidean Lands, похвалив её за высокую сложность, но и одновременно простую и понятную игровую механику, а также за красивый визуальный стиль, способствующий погружению в игру. Рецензентами также была замечено явное заимствование игрового процесса у игры Hitman GO и визуальной эстетики Monument Valley. Тем не менее идея вращающихся платформ-«рубиков» делает игру по прежнему оригинальной.
Миро Страко на фоне успеха игры Euclidean Lands, выпустил в 2018 году стратегическую головоломку с похожим игровым процессом — Euclidean Skies.

## Игровой процесс

Демонстрация прохождения уровня

Игрок управляет фигуркой в виде безымянного воина, который для прохождения уровня должен убить всех врагов и дойти до точки финала. Euclidean представляет собой пошаговую видеоигру-головоломку, а каждый уровень представлен цифровыми версиями кубика рубика, на поверхности которых управляемый персонаж может перемещаться, игнорируя силу притяжения. Персонаж, как и враги может перемещаться только по плоской поверхности и чтобы попасть на другую сторону кубика, игрок должен перемещать её грани. Кубики могут состоять как из восьми граней, так и из 27-ми и больше. Перемещение граней кубиков является сложной задачей и требует понимание математики кубика рубика. Правильное перемещение граней требуется для того, чтобы герой смог убить врагов с правильной позиции и попасть с одного кубика на другой при наличии моста. Некоторые грани представляют собой башни или водоёмы, таким образом на них нельзя перемещаться.
На каждом уровне имеются враги, также представленные фигурками. Самый простой тип врага — «солдат», стоит всегда на одной грани. Данный враг смотрит в одном направлении и атакует, если управляемый персонаж окажется прямо перед ним, убить солдата возможно, если подойти к небу сбоку или сзади. Второй тип врага — «горгулья», которая атакует персонажа на расстоянии двух граней перед собой. Горгулью возможно убить аналогично с боку или сзади. Третий тип врага — «кентавр», он делает один ход вперёд вместе с ходом игрока и перемещается   всегда по кругу, игрок должен рассчитать маршрут перемещения персонажа, чтобы суметь подобраться к кентавру с боку и убить его. На некоторых уровнях также возможно взять щит, тогда персонаж становится невосприимчив к атакам или может убить врага в лоб. Щит необходим, чтобы подобраться к «боссам» на некоторых уровнях.
Вместе с новыми уровнями, в игру вводятся новые игровые механики, усложняющие игровой процесс. Например в четвёртой главе представлены уровни, где каждый шаг главного героя сопровождается падением кольев, таким образом игрок может лишь один раз вступить на одну поверхность грани. В пятой главе уровни ограничены малым количеством ходов, требуя от игрока прибегать к алгоритму бога. Всего в игре представлено 40 уровней, поделённых на пять глав.

## Создание и выпуск
Разработка игры велась самостоятельно Миро Страко, дизайнером словенского происхождения, который пришёл к идее создать игру-головоломку ещё во время учёбы на архитектора, в университете прикладного искусства в Вене, Австрия. Страко занимался разработкой в свободное время и в течение нескольких лет. Дизайнер исходил из идеи создать цифровую версию кубика рубика, превратив его в «разноцветное поле для сражения». Страко также вдохновлялся серией мобильных головоломок независимой студии Square Enix Montreal, которая выпустила такие игры, как Hitman GO (2014), Lara Croft GO (2015) и Deus Ex GO (2016), решив создать аналогичную пошаговую головоломку, но и расширить данную концепцию, добавив элементы сюрреализма, а именно перемещающиеся платформы, нарушающие законы физики.
Разработчик, имея образование архитектора также хотел отразить свои знания в игре, изображая вместе с каждым уровнем разнообразные «архитектурные изящества» на основе кубоидных элементов. Страко признался, что не имея образования программиста, столкнулся с серьёзными препятствиями во время разработки, однако получение образование архитектора включало в себя постоянные работы над 3D-объектами и виртуальными интерьерами. Именно опираясь на данные знания, дизайнер принялся за разработку Euclidean Lands. Название игре было дано в честь древнегреческого математика Евклида Александрийского. Сама игра позиционировалась, как изучение геометрии с точки зрения древнегреческого математика. При этом игроку не обязательно обладать математическими знаниями для решения головоломок. Также дизайнер заметил, что ему на безвозмездной основе помогали те или иные люди, например дизайном фигурок занимался художник Рене Видра. Также Страко брал периодически консультации у издательства Kunabi Brothers относительно того, что стоит в игре реализовывать, а что нет.
В игру также интегрирована технология ARKit, позволяющая играть в Euclidean Lands, в режиме дополненной реальности. Таким образом игра стала одной из первых приложений с дополненной реальностью, доступных для устройств Apple, тогда ещё недавно обновлённых до iOS 11, поддерживающей данную функцию. Страко признался, что именно добавление технологии ARKit привлекло внимание к игре со стороны средств массовой информации и обеспечило вдвое большие продажи в App Store
Впервые анонс игры состоялся в ноябре 2015 года, тогда разработчик планировал выпустить игру для мобильных устройств с операционными системами iOS и Android в начале 2016 года. Издателем выступила  студия Kunabi Brothers, известная инди-игрой Blek. 10 января 2017 года Kunabi Brothers выпустила короткий трейлер игры. Её выход состоялся 12 марта 2017 года только на iOS. В октябре 2019 года Euclidean Lands вошла в список игр, доступных для скачивания при наличии подписки на Apple Arcade.

## Восприятие
Игра получила ряд наград, таких, как премию App Store в категории «выбор пользователя». Также игра была признана лучшем «представленным шоу» на выставке GDC 2017 и получила золотую премию от редакции журнала Pocket Gamer. Также по версии сайта Macworld, Euclidean вошла в список 20 лучших игр на iOS и список 50 лучших игр для iPad всех времён. Редакция российского журнала Афиша включила Euclidean Lands в список 25 лучших игр 2017 года на каникулы.

### Критика
| Сводный рейтинг    | Сводный рейтинг |
| Агрегатор          | Оценка          |
| ------------------ | --------------- |
| Metacritic         | 90/100 (iOS)    |
| Иноязычные издания |                 |
| Издание            | Оценка          |
| Pocket Tactics     | [ 1 ]           |
| Pocket Gamer UK    | [ 2 ]           |
| AppAdvice          | [ 3 ]           |

Игра получила положительные оценки от игровых критиков, средняя оценка на сайте-агрегаторе Metacritic для мобильной версии составила 90 баллов из 100 возможных.
Представитель российского журнала Медуза заметил, что Euclidean Lands развивает логическое мышление и подходит для игры в группе. Майк Фахи Критик сайта Kotaku назвал Euclidean уникальным гибридом головоломки, стратегии и в целом очень увлекательной игрой, которая заставит мозг игрока «думать в трёх и более измерениях». Фахи также заметил, что игра получилась отличной для первого проекта разработчика Миро Страка и «образование архитектора несомненно сыграло решающую роль в том, что дизайнеру удалось создать великолепные вращающиеся миры». Гэрри Слейтер с сайта Pocket Gamer аналогично назвал игру «блестящим приключением, которое заставит напрячь ваши мозги всеми возможными способами». Несмотря на внешне малый размер уровней, решение головоломки и складывание кубиков рубика на деле окажется сложной задачей, как и стратегия по уничтожению противников.
Критиками было замечено явное гибридное заимствование художественного стиля и игрового процесса с игр Hitman GO и Monument Valley. Например Гэрри Слейтер с сайта Pocket Gamer заметил, что Euclidean выглядит, как соединение игровой механики игр серии Go и художественной эстетики Monument Valley. Тем не менее по мнению Слейтера игру ни в коем случае нельзя называть бледной подделкой, так как она предлагает хоть и знакомый игровой процесс, но и ряд оригинальных идей. Кристина Чан с сайта AppAdvice в шутку заметила, что об Euclidean можно думать так, как будто если бы Monument Valley и Hitman GO решили заделать ребёнка. Также критик заметила, что Euclidean станет настоящим праздником для игроков, знакомых с двумя данными играми, да и в целом увлекающимися мобильными головоломками и знакомыми например с играми After the End: Forsaken Destiny или Causality.
Рецензенты похвалили Euclidean за её высокую сложность, но и одновременно поэтапное усложнение уровней, позволяющее любому игроку усвоить тонкости игрового процесса: Например Марк Робинсон с сайта Pockettactics заметил, что хотя со стороны может показаться, что игровой процесс слишком сложный, критик заметил, что «создатель проделал великолепную работу», поэтапно усложняя игровую механику вместе с каждым уровнем, чтобы игрок мог освоиться с игрой и не столкнулся с информационной перегрузкой. Критик также оценил факт того, что игра не ограничивает игрока очками, позволяя ему наслаждаться игровым процессом, а подсчёт шагов игрока не несёт никакой практической пользы. Похожее мнение оставила Кристина Чан с сайта AppAdvice, заметив, что игра подкупает своим простым управлением, а также поэтапным усложнением уровней, позволяющим игроку освоиться. Критик, однако, указала на единственный и существенный недостаток игры – а именно не возможность вращать сцену в вертикальном направлении.
Игровые критики также похвалили Euclidean за её графику, художественный стиль и музыкальное сопровождение: в частности, Марк Робинсон с сайта Pocket tactics заметил, что минималистичный художественный стиль, а также простое музыкальное сопровождение делает времяпровождение в Euclidean эстетически приятным. В целом критик подытожил, что «„Euclidean Lands“ чувствует себя как дома на сенсорном устройстве. Простое перемещение окружающего пространства кажется изящным и естественным, а плавные анимации делают игру ещё более приятной, особенно когда геометрические фигуры расширяются, показывая под собой новое и скрытое измерение». Художественный стиль игры по мнению Робинсона напоминает творчество голландского художника Корнелиса Эшера и наполняет игру богатым и тёплым тоном, радующим глаз. Гэрри Слейтер с сайта Pockergamer заметил, что несмотря на простой стиль игры, видно, что каждый уровень сделан с любовью к деталям, что выражается не только в замысловатых меняющихся платформах, но и таких визуальных деталях, как «молнии, водопады и развивающийся шарф главного героя». Аналогично Кристина Чан с сайта AppAdvice заметилa, что мягкая пастельная цветовая палитра и расслабляющее музыкальное сопровождение делает Euclidean шедевральной игрой.